# رولاند كويل
رولاند كويل (بالإنجليزية: Roland Cowell)‏ هو مدرب كرة سلة أمريكي، ولد في 22 سبتمبر 1895، وتوفي في 27 أغسطس 1953.

## وصلات خارجية
- رولاند كويل على موقع كلية كرة السلة في سبورتس رفرنس.كوم (الإنجليزية)